# Bernardo Rucellai

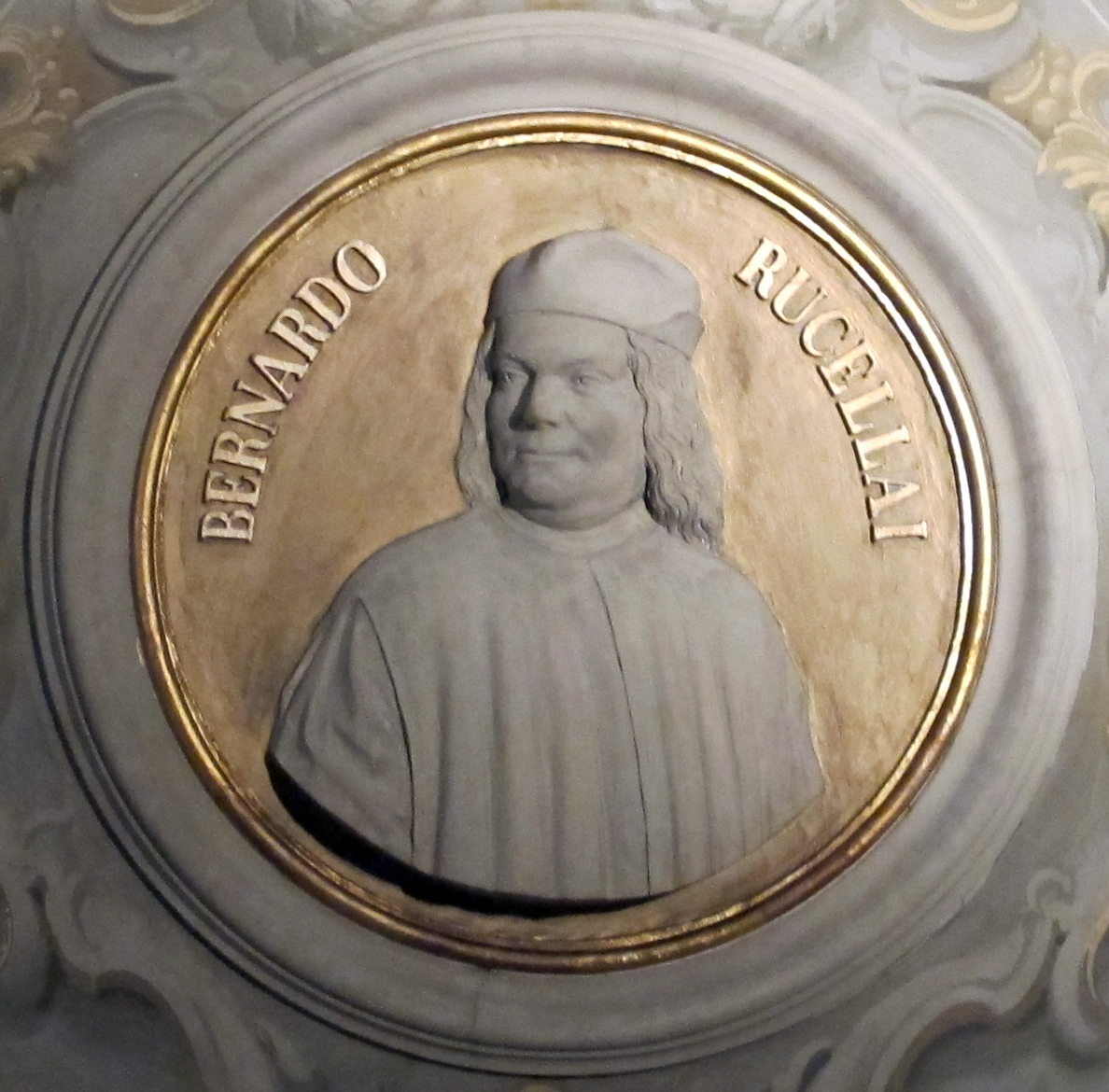
Médaillon au Palazzo Venturi.

Bernardo Rucellai (Florence, 11 août 1448 - 7 octobre 1514), également connu sous le nom de Bernardo di Giovanni Rucellai ou en latin : Bernardus Oricellarius, est un membre de l'élite politique et sociale de la république de Florence du XVe siècle. Il est le fils de Giovanni di Paolo Rucellai (1403-1481) et le père de Giovanni Rucellai (1475-1525). Il est marié à Nannina de Médicis, la sœur aînée de Laurent de Médicis, et est donc l'oncle des papes Léon X et Clément VII, qui étaient cousins. Oligarque, banquier, humaniste, ambassadeur et homme de lettres, on se souvient de lui aujourd'hui principalement pour les réunions des membres de l'Académie platonicienne de Florence dans les Jardins Oricellari, les jardins de sa maison à Florence, le palais Rucellai, où Nicolas Machiavel a donné des lectures de ses Discorsi.

## Famille
Rucellai naît à Florence le 11 août 1448, deuxième fils et l'un des sept enfants du riche marchand Giovanni di Paolo Rucellai et de Iacopa Strozzi, fille du banquier Palla Strozzi. Son père reste fidèle à Strozzi après le bannissement de ce dernier à Padoue par Cosme de Médicis en novembre 1434, et pendant environ 27 ans, il ne prend aucune part à la vie publique florentine. Il se lie toutefois d'amitié avec Cosme et, en 1461, Bernardo, alors âgé d'environ 13 ans, est marié à sa petite-fille, Nannina de' Medici, fille de Pierre Ier de Médicis et sœur aînée de Laurent de Médicis. Nannina est amenée chez son mari cinq ans plus tard, le 8 juin 1466. La fête de mariage est célèbre pour son opulence : 500 invités sont assis sur une estrade qui occupe la loggia Rucellai et l'ensemble de la place et de la rue devant le palais Rucellai, le palais familial construit pour Giovanni Rucellai sur les plans de Leon Battista Alberti.
Bernardo et Nannina ont eu quatre enfants : Cosimo, Pietro, Palla et Giovanni.

## Carrière politique
Rucellai fait partie de l'élite politique de la Florence de la fin du XVe et du début du XVIe siècle. Il occupe de nombreux postes dans la fonction publique. Il est en bons termes avec la famille dirigeante des Médicis et est proche de ses beaux-frères Laurent et Julien de Médicis. Rucellai et Laurent ont à peu près le même âge et sont liés par l'amitié et par des intérêts intellectuels communs ; Rucellai entreprend de nombreuses missions diplomatiques avec ou au nom de Laurent.
En septembre 1471, il est avec Laurent à Rome pour féliciter Francesco della Rovere pour son élection comme pape sous le nom de Sixte IV. Sixte donne à Laurent deux têtes de marbre, d'Auguste et de Marcus Vipsanius Agrippa, lui permet d'acheter des objets précieux appartenant à son prédécesseur, Paul II, et confirme que les Médicis sont reconduits comme banquiers papaux et comme agents pour les mines d'alun de Tolfa.
Rucellai est l'un des Consiglio dei Cento (« Conseil des Cent ») en 1474. En 1480, il est, avec Laurent, au conseil pour la réforme de l'université de Pise. De 1482 à 1485, il est ambassadeur auprès des alliés Sforza de Laurent à Milan. En 1483, il l'accompagne à Crémone où ils espèrent établir une alliance contre la république de Venise. En juillet-août 1485, Rucellai est gonfalonnier de justice, mais reste à Milan. En mars 1486, il est l'un des Dieci di Balìa, et la même année est également à Venise. En 1486, Rucellai rend visite au pape Innocent VIII alors qu'il se rend à Naples pour représenter à la fois Florence et les Médicis. L'entreprise familiale comprend la négociation du mariage de son neveu Pierre II de Médicis avec Alfonsina Orsini. De 1497 à 1498, il est gonfalonnier de justice sous la période de la république de Jérôme Savonarole. Il prend une grande part au rétablissement des Médicis en 1512.

## Réalisations intellectuelles
Après la mort de Laurent de Médicis, il ouvre ses jardins, les Orti Oricellari, à l'académie platonicienne de Florence afin que ses membres puissent poursuivre leurs discussions sur la littérature, l'héritage classique, la rhétorique et la grammaire latine. Nicolas Machiavel et François Guichardin font partie des Florentins célèbres présents.
Rucellai étudie l'épigraphie, principalement de la ville de Rome, et mène une longue correspondance sur l'historiographie avec Giovanni Pontano après sa charge d'ambassadeur à Naples. Son professeur est le célèbre néo-platonicien Marsile Ficin dont son fils Giovanni Rucellai est l'élève.
Il est aussi un grand mécène ; grâce à ses aides, la façade de la  basilique Santa Maria Novella est achevée.

## Ouvrages
À Florence, se développe le concept de « science politique moderne » et l’opposition au gouvernement de Soderini est vive. L’œuvre de Bernardo Rucelli, De Bello Italico, qui décrit l’expédition de Charles VIII de 1494 est un modèle pour ces savants. De plus, le texte de Rucellai est considéré comme un essai d’« histoire politique », dans le sens où la leçon de l’histoire ne se veut pas seulement morale, mais morale et politique (concepts développés en 2018 dans la thèse de doctorat soutenue par Battista Liserre, spécialiste de l'auteur et de l'académie).
Rucellai écrit principalement en latin. En 1474, après que Niccolò Vitelli est assiégé par les forces papales conduite par Giuliano della Rovere (plus tard pape sous le nom de Jules II) à Città di Castello, Rucellai écrit une Oratio de auxilio Tifernatibus adferendo. Il écrit cinq essais, De urbe Roma liber (dans le Rerum italicarum scriptores florentine), De magistratibus Romanis, De bello italico commentarius, De bello Pisano, De bello Mediolansi. Il existe une correspondance considérable entre lui et Laurent de Médicis, Marsile Ficin et Pontano.